# 천마총 목걸이
천마총 목걸이(天馬塚 頸胸飾)는 대한민국 경상북도 경주시의 국립경주박물관에 있는 신라시대의 장신구이다. 1978년 12월 7일 대한민국의 보물 제619호로 지정되었다.

## 개요
천마총은 경주 황남동고분 제155호 무덤으로 1973년 발굴하여 금관, 팔찌 등 많은 귀중한 유품들과 함께 천마 그림이 발견되어 천마총이라 부르게 되었다.
천마총 목걸이(天馬塚 頸胸飾)는 천마총 안의 널<관(棺)>에서 발견된 것으로, 가슴 윗 부분에서 있던 것으로 보아 목걸이로 쓰였던 장신구이다.
금, 은, 비취, 유리 등의 재료를 사용했는데, 원래의 줄 외에 가슴 부근에서 좌우로 늘어지는 짧은 가닥이 달려있다. 청색 유리옥과 금·은 제품이 여섯줄로 이어져 일정한 간격으로 연결되어 있는데, 좌우에는 큰 굽은 옥이 매달려 있다. 이 경식은 목에 걸었을 때 전체가 V자형이 된다.
다른 무덤에서 출토된 목걸이에 비해 매우 화려한 작품이다. 경주 금령총에서도 이와 비슷한 목걸이가 출토된 일이 있는데, 천마총에서 출토된 목걸이는 이것보다는 훨씬 작다.

## 같이 보기
- 천마총

## 참고 자료
- 천마총 목걸이 - 국가유산청 국가유산포털